# 藤里町
藤里町（日语：／ Fujisato machi */?）是位於日本秋田縣北部的町，隸屬於山本郡，也是縣內面積最大的町。轄區地處世界遺產白神山地的南邊，藤琴川流經城鎮中心並往南流，當地人口則集中在南部的藤琴地區和粕毛地區。藤里町在對外通勤與就學上較依賴能代市的二井町和能代市的中心市區。

## 地理
藤里町境內約85.2%的面積被森林覆蓋，2.6%的土地為農業用地。北部坐落著海拔1000公尺以上的世界遺產白神山地，其登陸的世界遺產範圍中約25%的區域位於町內。發源於白神山地的藤琴川和粕毛川在境內匯流，並往南注入米代川。

### 氣候
根據統計，2012年至2021年藤里町的年均溫為10.6℃，年均降雨量則為1366.6毫米。當地冬季的降雪量相當大，積雪深度最深可達1.42公尺，全年則約有三分之一的時間被雪覆蓋。藤里町也因此被指定為特別豪雪地帶。

## 歷史
藤里町內的聚落約形成於桓武天皇在位的延曆年間（782年至806年），當時境內的聚落多分佈在大澤、藤琴、太良和粕毛地區。明治22年（1889年），日本實施町村制，並在當地設置藤琴村與粕毛村。昭和30年（1955年）3月31日，藤琴村與粕毛村合併成藤里村。昭和38年（1963年）11月1日，藤里村改制成現今的藤里町。
昭和58年（1983年）的日本海中部地震在藤里町引發震度5的地震，並造成當地共2棟住宅全毀、6棟住宅半毀和部分公共設施毀損。

## 行政
現任町長佐佐木文明於2023年7月在選舉中第3次成功連任，其任期將持續至2027年8月。

## 經濟
根據日本2015年的國勢調查統計，藤里町的就業人口中約13%從事第一級產業，26%的就業人口從事第二級產業，其餘的61%則從事第三級產業。當地過去曾以太良礦山為中心發展礦業，同時也利用森林鐵路運送砍伐下來的樹木。但隨著太良礦山於昭和33年（1958年）封閉，轄區內的多條森林鐵路也在昭和38年（1963年）的豪雨中受到毀損而全數廢線，當地的核心產業便逐漸轉移至農業上。現今當地的農業以生產稻米、畜產、蘆筍等農產品為主。

## 教育
藤里町内共有1所小學校和1所中學校。根據2023年的統計，境內的中學校共有44名學生。

## 交通
藤里町內沒有任何鐵路或國道通過，僅有數條一般縣道穿越當地，為當地對外聯繫的重要交通路線。而距離當地最近的車站是位於能代市内，屬於JR東日本奧羽本線的二井站。

## 外部連結
- 藤里町 （页面存档备份，存于）